# 国際障害者デー
国際障害者デー（こくさいしょうがいしゃデー、International Day of People with Disability）は、障害者問題への理解促進、障害者が人間らしい生活を送る権利とその補助の確保を目的とした国際的な記念日。
1982年（昭和57年）12月3日に、第37回国際連合総会において「障害者に関する世界行動計画」が採択されたことを記念して、1992年（平成4年）の第47回国際連合総会において宣言された。毎年12月3日。国際デーの一つ。　

## 趣旨
2004年（平成16年）6月の障害者基本法の改正により、国民の間に広く障害者の福祉についての関心と理解を深めるとともに、障害者が社会、経済、文化その他あらゆる分野の活動に積極的に参加することを促進するため、従来の「障害者の日」（12月9日）に代わり設定された。
障害者権利実現のため、2006年（平成18年）12月13日に「第61回国連総会本会議」において『障害者権利条約』が採択され、2007年（平成19年）9月28日に日本は『障害者権利条約』に署名した。2008年（平成20年）5月3日 に『障害者権利条約』の効力が発生した。日本では、批准に向けて2011年（平成23年）8月に『障害者基本法』が改正され、2012年（平成24年）6月に『障害者総合支援法』が成立し、2013年（平成25年）6月に『障害者差別解消法』の成立と『障害者雇用促進法』が改正され、2014年（平成26年）1月20日に日本が『障害者権利条約』を批准し、2月19日に日本において『障害者権利条約』が発効した。　　　　　